# Erwin Hauck
Erwin Hauck (* 23. April 1909; † 28. November 1970 in Gießen) war ein deutscher Radsportfunktionär und von 1959 bis 1970 Präsident des Bundes Deutscher Radfahrer (BDR).
Erwin Hauck begann seine sportliche Laufbahn 1923 als Radballspieler und wurde bis 1938 vielfacher Gau- und Bezirksmeister. 1938 beendete er seine aktive Laufbahn. Bis 1939 war er Vorsitzender des RV 1885 Gießen sowie Bezirksgeschäftsführer. Anschließend war er Soldat im Zweiten Weltkrieg. Nach dem Krieg setzte er seine Funktionärslaufbahn fort, zunächst ab 1952 als 2. Vorsitzender des Hessischen Landesverbandes des BDR, ab 1955 als sein Vorsitzender und Mitglied des BDR-Bundesausschusses. 1959 wurde er Präsident des BDR. 1964 wurde er Vizepräsident des Weltradsportverbandes Union Cycliste Internationale und ein Jahr später Mitglied des Direktionskomitees der Fédération Internationale Amateur de Cyclisme (FIAC).
In Haucks Amtszeit fielen die Weltmeisterschaften 1966 auf Bahn und Straße sowie drei Hallenradsportweltmeisterschaften. Er sanierte erfolgreich die Kassen des BDR, galt als „Arbeitspferd“, aber auch als „diktatorisch“. 1967 versuchte er vergeblich zu verhindern, dass Frauenrennen vom BDR zugelassen wurden mit den Worten:  „Solange ich hier Präsident bin, wird es im BDR keinen Rennsport für Frauen geben.“
Vor der Bundeshauptversammlung 1970 in Solingen wollte sich Erwin Hauck aus gesundheitlichen Gründen aus dem Präsidentenamt zurückziehen, ließ sich aber überzeugen, erneut zu kandidieren. Bei den UCI-Straßen-Weltmeisterschaften 1970 in Leicester warf er den deutschen Amateur-Fahrern Dieter Koslar, Karl-Heinz Muddemann und Erwin Derlick vor, sich mit Unterstützung eines Arztes gedopt zu haben. Die daraufhin entnommenen Proben waren negativ, und Hauck bat um seine Beurlaubung als Präsident bis Ende 1970. Noch im November 1970 starb der schwerkranke Hauck.